# NGC 708
NGC 708 (други обозначения – UGC 1348, MCG 6-5-31, ZWG 522.39, PGC 6962) е елиптична галактика (E) в съзвездието Андромеда.
Обектът присъства в оригиналната редакция на „Нов общ каталог“.